# Trochalus bonsae
Trochalus bonsae är en skalbaggsart som beskrevs av Frey 1970. Trochalus bonsae ingår i släktet Trochalus och familjen Melolonthidae. Inga underarter finns listade i Catalogue of Life.